# Quebrada de Apanza
Quebrada de Apanza är ett periodiskt vattendrag i Chile.   Det ligger i regionen Región de Arica y Parinacota, i den norra delen av landet, 1 600 km norr om huvudstaden Santiago de Chile.
Trakten runt Quebrada de Apanza är ofruktbar med lite eller ingen växtlighet. Trakten runt Quebrada de Apanza är nära nog obefolkad, med mindre än två invånare per kvadratkilometer.